# Mesochorus morenator
Mesochorus morenator là một loài tò vò trong họ Ichneumonidae.